# 張光前
張 光前（ちょう こうぜん、1583年 - 没年不詳）は、明代の官僚。字は爾荷、号は㟊西。本貫は沢州。

## 生涯
張思烈の子として生まれた。1610年（万暦38年）、進士に及第した。1611年（万暦39年）、蒲圻知県に任じられた。後に安粛知県に転じた。4カ月後、吏部験封主事に抜擢された。文選員外郎・稽勲郎中を歴任した。退任を願い出て官を去った。
1624年（天啓4年）、趙南星が吏部尚書となると、光前は文選郎中として起用された。魏忠賢が趙南星の追放を図り、趙南星の推挙により任用された光前も天啓帝の意思に逆らったとして譴責された。光前はたびたび反論の上疏をおこなったが、聞き入れられなかった。官位3級を降格され、外任に出された。翌年、光前の兄の右布政使張光縉も閹党の門克新の弾劾を受けて官爵を剥奪され、兄弟そろって閹党に逆らって退けられたとして、世に知られた。
1628年（崇禎元年）、光前は光禄寺少卿として起用されることになったが、赴任しなかった。1630年（崇禎3年）、太常寺少卿として起用された。後に大理寺少卿に進んだ。退任を重ねて願い出て、家で死去した。

## 子女
- 張肇隆
- 張肇陽